# بروس ريدل
سياسي أمريكي ومستشار لاربعة رؤساء أمريكيين منذ جورج بوش الأب وحتى اوباما، ويشغل منصب مستشار لشؤون الشرق الأوسط وجنوب آسيا في مجلس الأمن القومي وهو زميل رفيع في مركز سابان لسياسات الشرق الأوسط في معهد بروكينجز